# Tóth Böske
Tóth Böske, eredeti neve: Tóth Erzsébet (Kunszentmárton, 1896. november 22. – Budapest, 1979. december 20.) magyar színésznő, sanzonénekesnő.

## Életpályája
Szülei Tóth István és Hürkecz Etel voltak. Rákosi Szidi színiiskolájában tanult. 1918-ban a Margitszigeti Színház tagja volt, ahová Bródy István szerződtette. Ezután a Margit Színházban, 1919-től a Király Színházban, majd 1921-től 1923-ig a Renaissance Színházban játszott. 1923 és 1924, valamint 1928 és 1929 között a Magyar Színházban lépett fel. 1924-től 1925-ig a Belvárosi Színházban volt látható, 1925–1926 között a Vígszínház színművésze volt. 1929-ben az Új Színház színésznője volt, 1929 és 1930 között a Művész Színházban játszott. Az 1930-as évektől sörözőkben, kávéházakban sanzonokat és magyar nótákat énekelt. 1931–1932 között kabarékban is fellépett, 1932-től 1933-ig Párizsban szerepelt filmekben. 1935-ben a Royal Revüszínházban szerepelt, 1938 és 1941 között a Victoria sörözőben énekelt. 1947-tól 1948-ig a Szegedi Nemzeti Színház tagja, 1952–1955 között az Állami Faluszínházban játszott, 1957-től 1959-ig pedig a Békéscsabai Jókai Színház tagja volt. Eleinte énekes naiva, majd prózai karakterszerepeket kapott.
Sírja a Farkasréti temetőben található (23/1-3-1402).

## Színházi szerepei
A Színházi Adattárban regisztrált bemutatóinak száma: 19.
| - Gogol: Leánynézők – Agafja Tyichonovna - Musatescu: Titanic keringő – Dacia - Gribojedov: Az ész bajjal jár – Hrjumin grófnő - Urbán Ernő: Tűzkeresztség – Boziné - Egri Viktor: Közös út – Horákné - Kisfaludy Károly: Három egyszerre – Lorányiné - Sachs: Paradicsomjáró diák – Rébi - Csizmarek Mátyás: Bújócska – Berta - Balzac: Grandet kisasszony – Grandet-né - Fényes Szabolcs: Két szerelem – Róza | - Móricz Zsigmond: Nem élhetek muzsikaszó nélkül – Pepi néni - Tolsztoj: Élő holttest – Anna Pavlovna - Schiller: Stuart Mária – Hanna Kennedy - Szűcs György: Elveszem a feleségem – Teri néni - Dunajevszkij: Szabad szél – Klementin - Gergely Sándor: Vitézek és hősök – Özv. Eszterág Mihályné - Ray Lawler: A tizenhetedik baba nyara – Emma - Trinner: Nem angyal a feleségem – Júlia néni - Kacsóh Pongrác: János vitéz – Iluska - Knoblauch: A faun – Vivian - Rostand: A sasfiók – Főhercegnő |

## Filmjei
- Hetenként egyszer láthatom (1937)
- A falu rossza (1937)
- Elméletileg kifogástalan házasság (1968)